# 카디건 백작

카디건 백작의 문장

카디건 백작(Earl of Cardigan)은 잉글랜드의 귀족 작위이다. 2021년 현재는 에일즈베리 후작의 법정추정상속인 데이비드 브루더넬브루스가 소유중이다.